# Bredia sessilifolia
Bredia sessilifolia är en tvåhjärtbladig växtart som beskrevs av Hui Lin Li. Bredia sessilifolia ingår i släktet Bredia och familjen Melastomataceae. Inga underarter finns listade i Catalogue of Life.